# Extreme Universe Space Observatory
L'Extreme Universe Space Observatory (EUSO) és el primer concepte de missió espacial dedicada a la investigació dels raigs còsmics i neutrinos de l'energia extrema (E > 5×1019 eV). Utilitzant l'atmosfera de la Terra com a detector gegant, La detecció es realitza observant la quantitat de fluorescència produïda quan aquesta partícula interacciona amb l'atmosfera de la Terra.
L'EUSO era una missió de l'Agència Espacial Europea, dissenyada per ser allotjada a l'International Space Station com una càrrega externa del Columbus. L'EUSO va completar amb èxit l'estudi de la «Fase A», no obstant això, a causa de les limitacions programàtiques i financeres de la missió no va ser continuada per l'ESA. La missió va ser reorientada com una càrrega que s'instal·laria a bord del mòdul JEM del mòdul japonès KIBO de l'ISS. Es va canviar el nom de la missió a JEM-EUSO. La JEM-EUSO és actualment estudiada pel RIKEN i la JAXA en col·laboració amb altres 60 institucions de 12 països pel llançament programat el 2017.